# Castello di Consuegra
Il Castello di Consuegra, conosciuto anche con il nome di Castillo de la Muela (Castello del molare), è un castello situato nel municipio di Consuegra, nella provincia di Toledo nella comunità autonoma di Castiglia-La Mancia, Spagna. Si localizza vicino ai famosi Mulini di Consuegra, alla sommità di una cresta rocciosa conosciuta come "Cerro Calderico", con una facciata rivolta completamente sullo strapiombo della città di Consuegra.
Si tratta di uno dei castelli di epoca medievale meglio conservati di tutta la Spagna.

## Storia
Malgrado si sappia con certezza della presenza già in epoca ibera di insediamenti umani stabili nella zona dell'odierna città di Consuegra, che in epoca romana passerà a conoscersi come Consabvra, i primi indizi della costruzione del castello risalgono all'epoca di Al-Andalus. Si crede che il castello sia stato commissionato dal reggente del Califfato omayyade Muhammad ibn Abī ‘Āmir (conosciuto con il nome cristianizzato Almanzor) nel X secolo per poi essere passato, come dote di matrimonio, da Muḥammad al-Muʿtamid a Alfonso VI nel 1097.
Nell'agosto dello stesso anno, Alfonso VI, perderà il controllo del castello per mano almoravide (alleate e poi conquistatori dei regni Taifa di al-Muʿtamid), perdendo la battaglia di Consuegra in cui, si dice, perse la vita Diego Rodríguez, unico figlio maschio de El Cid. Il castello fu poi recuperato nel XII secolo dall'Ordine dei Cavallieri Ospitalieri di San Giovanni di Gerusalemme che, nel 1183, stabilirono la capitale del proprio priorato esattamente a Consuegra, spostando all'interno del castello la sede degli archivi dell'ordine.
Nel 1642 Giovanni d'Austria, figlio illegitimo di Filippo IV e dell'attrice di teatro María Calderón, è nominato Gran Priore dell'Ordine degli Ospitalieri di San Giovanni nel territorio di Castiglia. In questo momento, Consuegra e, per tanto, il suo castello, torneranno a diventare un centro di alta importanza politica dopo un lungo periodo di declino seguito alla fine della Reconquista. Esattamente in questo castello, sempre lo stesso Don Juan José, verrà nominato nel 1676 Primo Ministro del governo di Carlos II, suo fratellastro, ed organizzerà una ribellione militare contro il suo predecessore.
Dopo l'i nvasione della Spagna da parte delle truppe napoleoniche nel 1808, che presero controllo stabile e fisso del castello dal 22 febbraio del 1809, il castello fu occupato dai soldati francesi che, al ritirarsi il 22 settembre del 1812 dopo essere stati sconfitti dal generale Xavier Elío, distrussero la maggior parte dell'edificio. Posteriormente, a seguito della Desamortización de Mendizábal del 1836, il castello cadde sempre più nell'oblio, soffrendo una serie di espropri, abbandoni, incendi e distruzioni progressive.

## Descrizione
La struttura del castello è particolarmente inusuale per l'epoca: presenta un corpo centrale quadrato con una grande torre cilindrica posta al centro di ogni lato ed è circondato da una muraglia alquanto irregolare di cui oggigiorno si conservano solo alcune parti.
Entrando nel primo muro è presente un grosso spazio vuoto conosciuto come "Centinela" dal quale è possibile entrare al castello attraverso una stretta porta difesa da due grandi strutture cubiche e coronata con lo scudo di Juan José d'Austria e della famiglia Álvarez de Valencia. All'interno del castello, di particolare interesse è una struttura conosciuta come "Aljibe", una stanza scavata nel terreno e ricoperta interamente da una vernice rossa a base di zinco e stagno costruita in epoca araba e che serviva come tanica d'immagazzinamento per l'acqua piovana con capacità di 207.360 litri (8m x 4,8m x 5,4m).
Il castello, per la maggior parte, è strutturato su tre piani in cui è possibile visitare le cucine, la sala capitolare, la vecchia cappella sconsacrata in cui nominavano i cavalieri dell'Ordine di San Giovanni di Gerusalemme, e quello che si pensa possa essere stato l'archivio dell'Ordine (distrutti nel 1813 dalle truppe francesi di Napoleone).

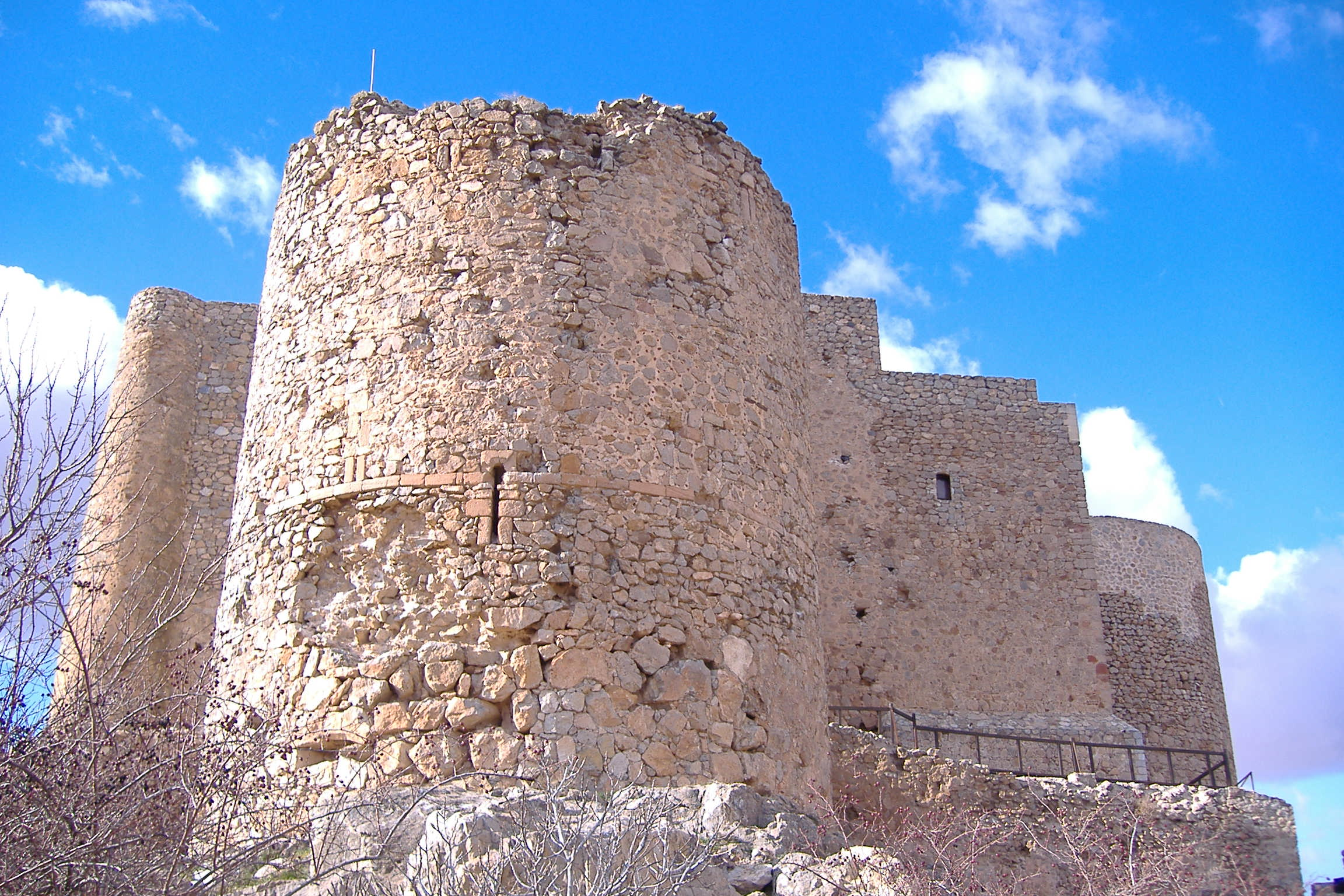
Torre Albarrana del castello.

All'esterno è posta la torre albarrana, un elemento difensivo dei tempi arabi chiamata così per la sua particolarità di essere completamente separata dalle mura e connessa solo attraverso un cammino di ronda conosciuto con il nome di adarve. È di forma circolare, con un'altezza complessiva di quattro piani ed è posizionata nella parte sud del castello.

## Conservazione
Nel 1962 il castello è stato comprato dal Comune di Consuegra per un prezzo di 90 pesetas per iniziare un processo di restauro integrale. La possibilità di accedere alla cappella, al cammino di ronda, alla sala capitolare, alla torre e al barbacane delle muraglie è parte di un progetto di rivalorizzazione del patrimonio culturale locale messo in atto dal comune.